# Dolní vinohrádky
Dolní vinohrádky jsou přírodní památka v okrese Prostějov jihovýchodně od části Domamyslice. Oblast spravuje Krajský úřad Olomouckého kraje.

## Předmět ochrany
Důvodem ochrany je ostrůvek teplomilné květeny.

## Fotogalerie

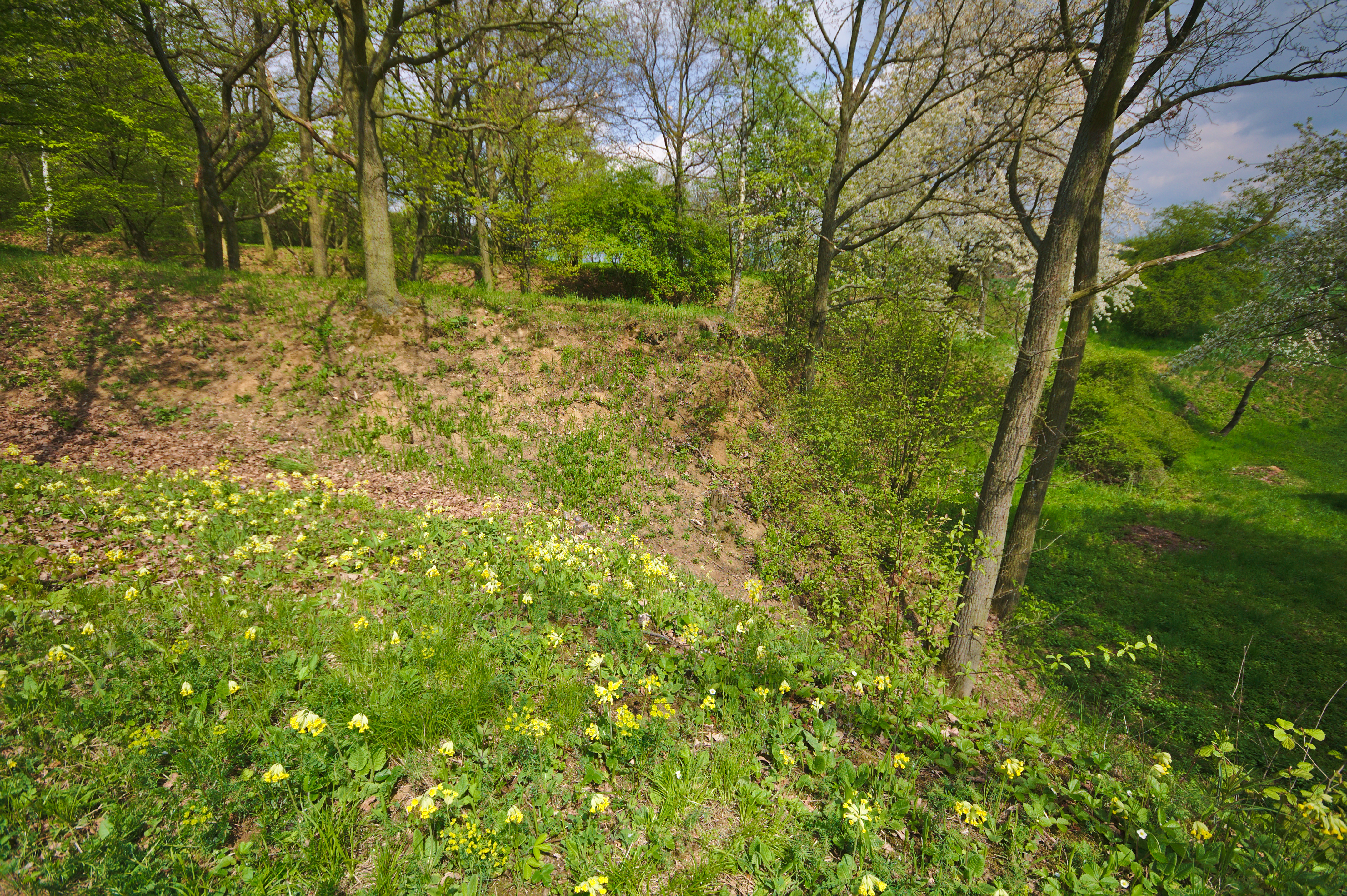
Rozkvetlé petrklíče
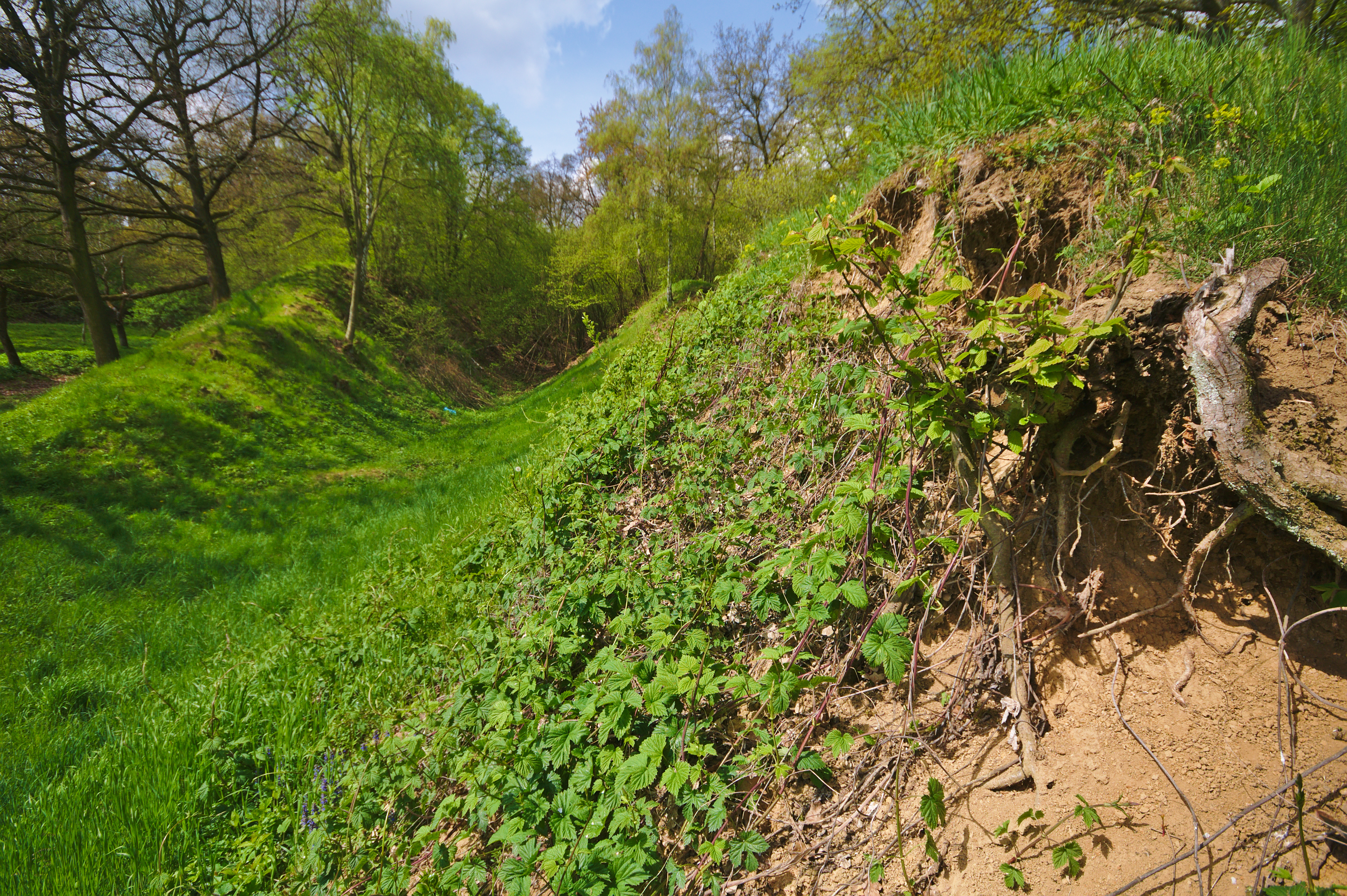
Údolíčko
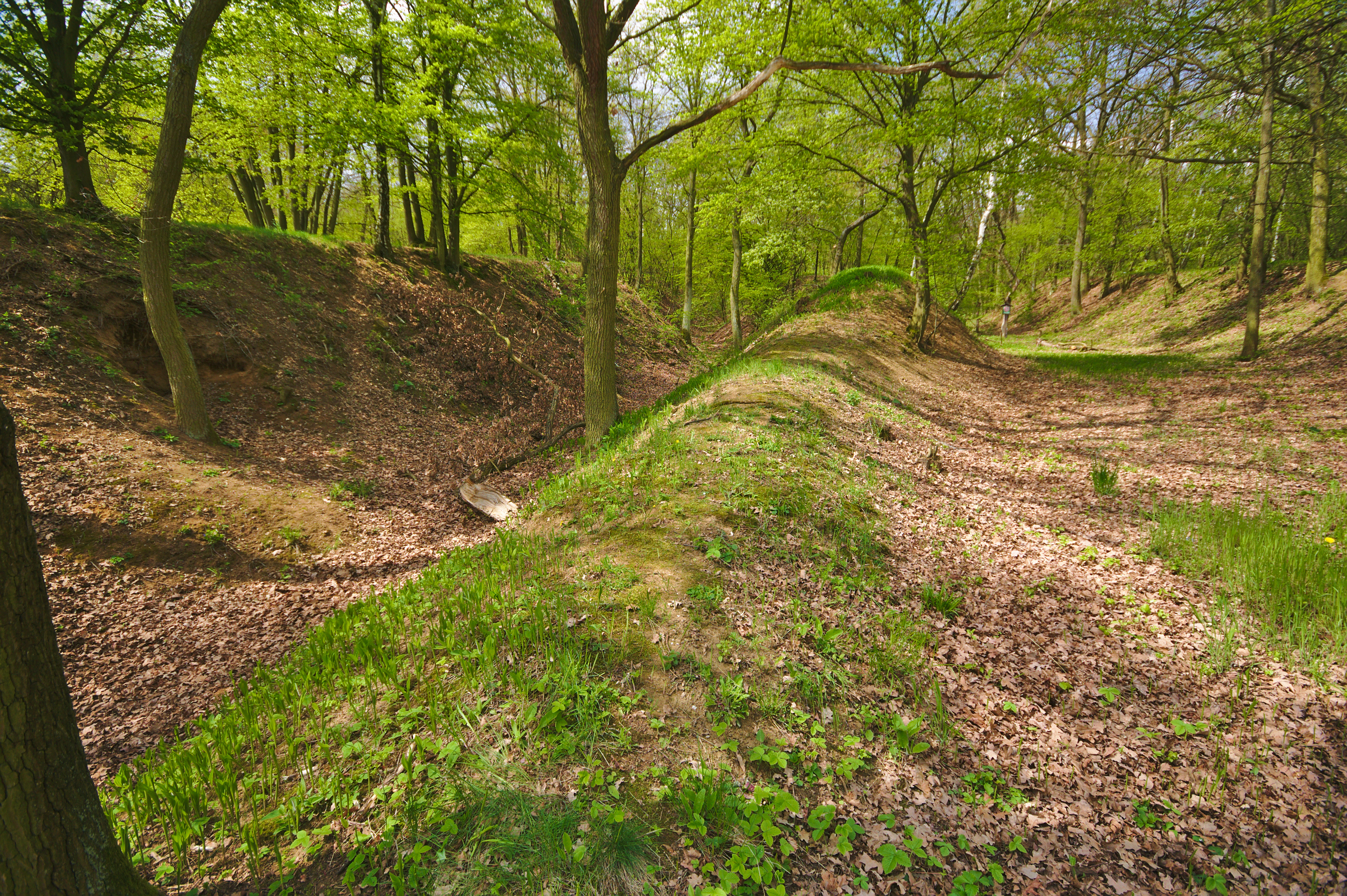
Lesní část
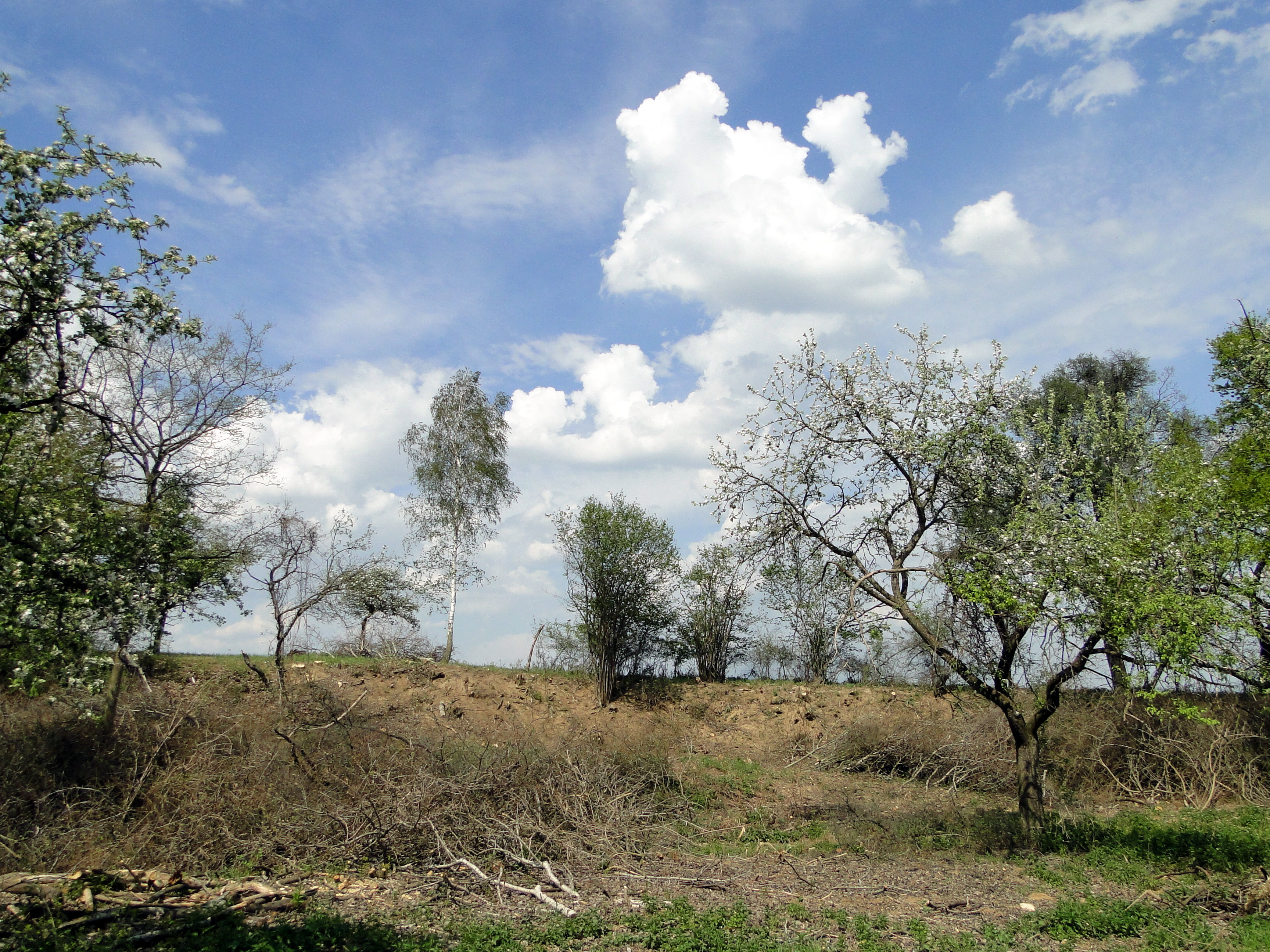
Kácení náletů
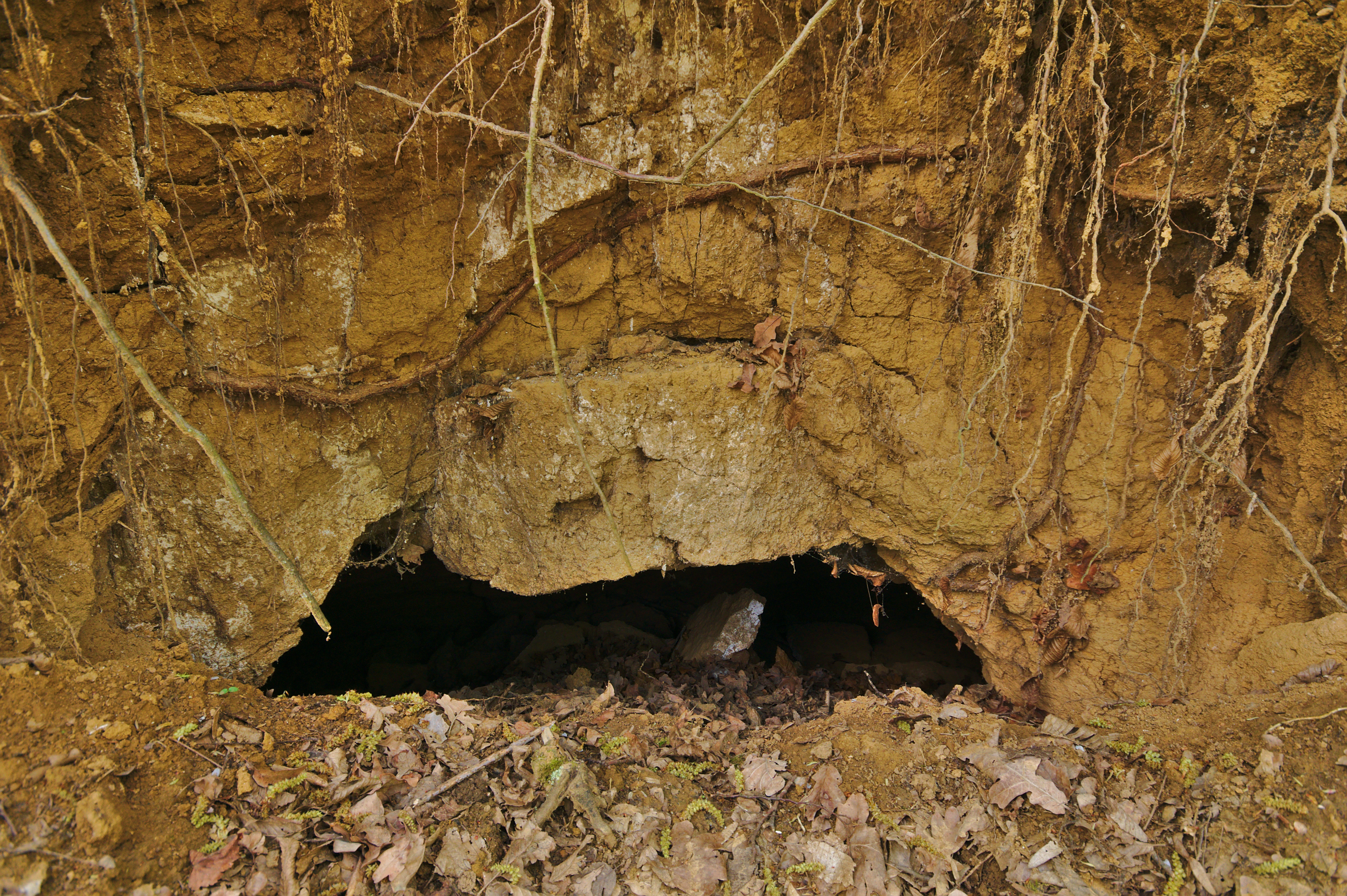
Odhalené podloží